# Brza hrana
Brza hrana (en. fast food) je termin i vrsta hrane koja se u restoranima brze hrane, vrlo brzo priprema i servira i usto je i jeftina pa zbog toga se naziva brza hrana, no ona se još ponekad naziva i junk food (što u hrvatskom jeziku znači hrana smeće). U svijetu su posebno pupularni hamburgeri (kao što je Big Mac, dvostruki hamburger), mesni hamburgeri te pomfriti, to jest prženi krumpirići, ali i gazirana pića, najčešće Coca-Cola, su popularne. U SAD-u brza hrana najpopularnija je, osobito kod djece i tinejdžera. U brzu hranu spadaju hamburger, hotdog, brzo pripremljena piletina, gazirana pića (servirana uz brzu hranu) itd.
Neki ljudi misle da je brza hrana vrlo dobra za zdravlje, te zbog toga njihova prehrana uglavnom sadrži brzu hranu. Ostali ljudi smatraju da je takva hrana loša za zdravlje i da je vrlo nekvalitetna, jer ona sadrži mnogo masti, soli i šećera, može naškoditi osobi koja ju je pojela u velikim količinama, te, posebice, da uzrokuje pretilost. Može uzrokovati i ostale zdravstvene probleme, a najčešće su bolesti srca, diabetes mellinus, visoki kolesterol u krvi, dijabetes kod mlađe djece, te začepljene krvne žile. Kritizirala ju je talijanska grupa Slow Food koja je govorila i o rizicima brze hrane.
Najpoznatiji restoran brze hrane je McDonald's. Uz McDonald's, popularni su i KFC, Burger King, Wendy's, Taco Bell, Wimpy, Pizza Pizza te Pizza Hut. Lanci restorana brze hrane simbol su globalizacije i utjecaja Amerike, a brza hrana jedan je od simbola suvremenog Zapada i ljudskih potreba brzog načina života, a koja ima i sve brži i stresniji ritam u državama Zapada.